# Chrysosoma barbipes
Chrysosoma barbipes är en tvåvingeart som först beskrevs av Van Duzee 1934.  Chrysosoma barbipes ingår i släktet Chrysosoma och familjen styltflugor.
Artens utbredningsområde är Guyana. Inga underarter finns listade i Catalogue of Life.